# The Wood Nymph
The Wood Nymph er en amerikansk stumfilm fra 1916 af Paul Powell.

## Medvirkende
- Marie Doro som Daphne
- Frank Campeau som David Arnold
- Wilfred Lucas som Fred Arnold
- Charles West som William Jones
- Cora Drew som Mrs. Arnold